# Lista de atletas participantes do rugby em cadeira de rodas nos Jogos Paralímpicos de Verão de 2012

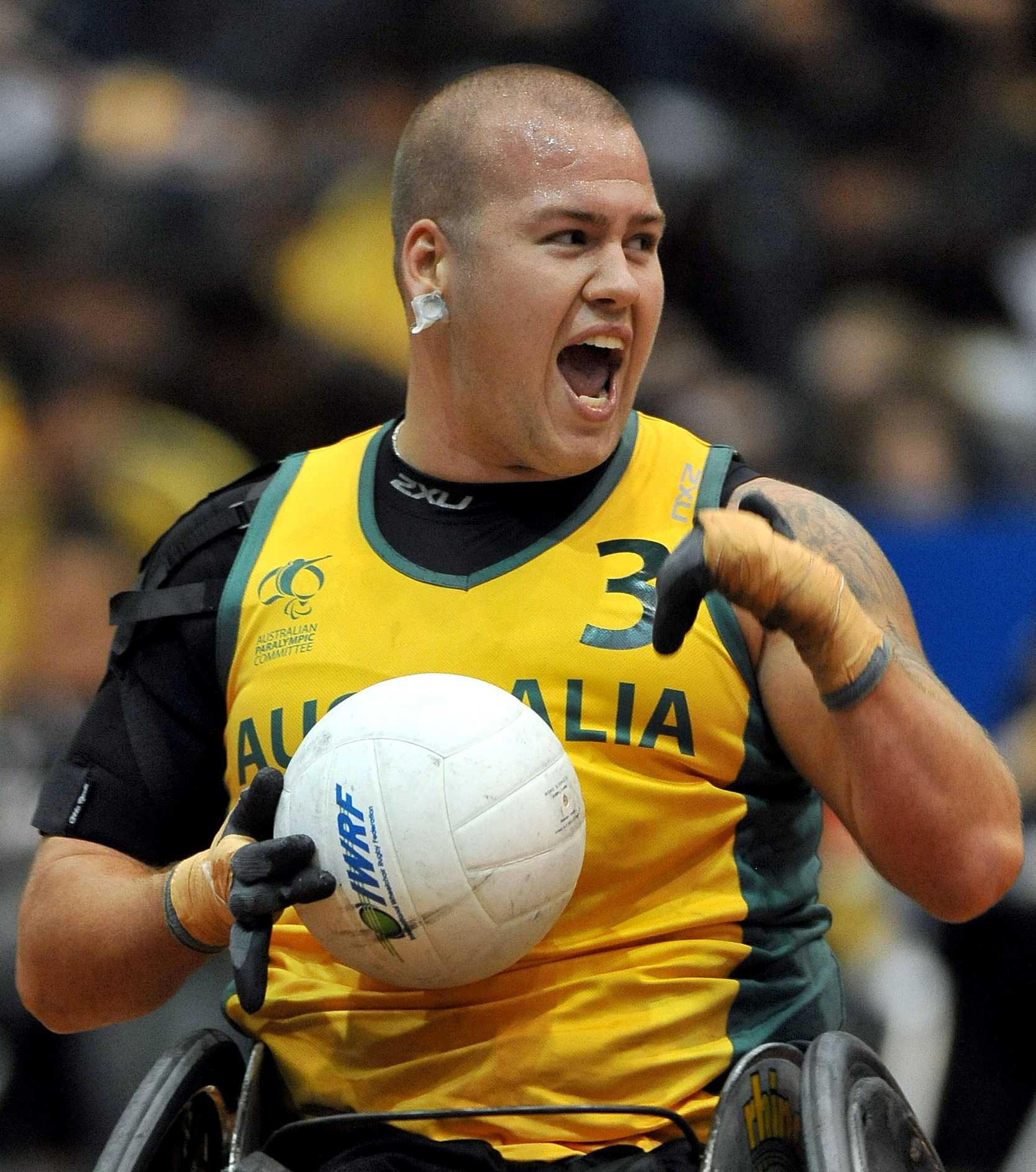
Ryley Batt, capitão da equipe australiana.

As tabelas a seguir listam os atletas participantes do rugby em cadeira de rodas por país. Cada uma das equipes poderia enviar 12 atletas, totalizando um máximo de até 96 atletas participantes. Apesar de ser um evento misto, apenas 2 mulheres foram inscritas no evento: a belga Bieke Ketelbuters e a britânica Kylie Grimes.

## Austrália
| #  | Atleta          | G | Data de nascimento (idade)        | Clube                                    |
| -- | --------------- | - | --------------------------------- | ---------------------------------------- |
| 1  | Ben Newton      | M | 14 de fevereiro de 1988 (24 anos) | Gold Coast Titans                        |
| 2  | Naz Erdem       | M | 1 de agosto de 1970 (42 anos)     | Victoria Thunder                         |
| 3  | Ryley Batt      | M | 22 de maio de 1989 (23 anos)      | Gio NSW Gladiators/ San Diego Sharp Edge |
| 4  | Josh Hose       | M | 1 de dezembro de 1986 (25 anos)   | Victorian Thunder                        |
| 7  | Jason Lees      | M | 1 de março de 1977 (35 anos)      | Victorian Thunder                        |
| 8  | Cody Meakin     | M | 27 de dezembro de 1989 (22 anos)  | Gold Coast Titans                        |
| 9  | Greg Smith      | M | 19 de agosto de 1967 (45 anos)    | Victorian Thunder                        |
| 10 | Chris Bond      | M | 28 de maio de 1986 (26 anos)      | Gold Coast Titans                        |
| 11 | Ryan Scott      | M | 3 de março de 1982 (30 anos)      | Gold Coast Titans                        |
| 13 | Cameron Carr    | M | 13 de agosto de 1987 (25 anos)    | Gold Coast Titans                        |
| 15 | Andrew Harrison | M | 7 de junho de 1987 (25 anos)      | Gold Coast Titans                        |

## Bélgica
| #  | Atleta              | G | Data de nascimento (idade)       | Clube         |
| -- | ------------------- | - | -------------------------------- | ------------- |
| 2  | Peter Genyn         | M | 24 de dezembro de 1976 (35 anos) | Flemish Lions |
| 3  | Gunther Meersschaut | M | 14 de dezembro de 1984 (27 anos) | Flemish Lions |
| 4  | Ive Theuwissen      | M | 16 de dezembro de 1986 (25 anos) | Flemish Lions |
| 6  | David Duquenne      | M | 2 de setembro de 1975 (37 anos)  | Flemish Lions |
| 7  | Bob Vanacker        | M | 7 de novembro de 1969 (42 anos)  | Flemish Lions |
| 8  | Lars Mertens        | M | 1 de março de 1987 (25 anos)     | Flemish Lions |
| 9  | Ronald Verhaegen    | M | 2 de abril de 1966 (46 anos)     | Flemish Lions |
| 10 | Frederik Windey     | M | 7 de fevereiro de 1986 (26 anos) | Flemish Lions |
| 11 | Bieke Ketelbuters   | F | 12 de março de 1974 (38 anos)    | Flemish Lions |
| 12 | Ludwig Budeners     | M | 17 de maio de 1971 (41 anos)     | Flemish Lions |
| 14 | Raf Hendrix         | M | 13 de abril de 1984 (28 anos)    | Flemish Lions |

## Canadá
| #  | Atleta             | G | Data de nascimento (idade)       | Clube               |
| -- | ------------------ | - | -------------------------------- | ------------------- |
| 2  | Jason Crone        | M | 23 de julho de 1987 (25 anos)    | London Annihilators |
| 3  | Patrice Dragenais  | M | 4 de outubro de 1984 (27 anos)   | Ottawa Stingers     |
| 5  | Garett Hickling    | M | 18 de setembro de 1970 (41 anos) | London Annihilators |
| 6  | Ian Chan           | M | 8 de maio de 1977 (35 anos)      | BC Bandits          |
| 8  | Mike Whitehead     | M | 25 de novembro de 1975 (36 anos) | London Annihilators |
| 10 | Trevor Hirschfield | M | 21 de dezembro de 1983 (28 anos) | BC Bandits          |
| 11 | Fabien Lavoie      | M | 2 de julho de 1981 (31 anos)     | Québec Impact       |
| 12 | Travis Murao       | M | 12 de janeiro de 1983 (29 anos)  | BC Bandits          |
| 13 | Jared Funk         | M | 3 de janeiro de 1974 (38 anos)   | Winnipeg            |
| 14 | David Willsie      | M | 23 de março de 1968 (44 anos)    | London Annihilators |
| 15 | Patrice Simard     | M | 19 de janeiro de 1979 (33 anos)  | Québec Impact       |
| 33 | Zak Madell         | M | 28 de março de 1994 (18 anos)    | Calgary Inferno     |

## Estados Unidos
| #  | Atleta         | G | Data de nascimento (idade)        | Clube                |
| -- | -------------- | - | --------------------------------- | -------------------- |
| 1  | Chance Sumner  | M | 30 de janeiro de 1977 (35 anos)   | Denver Harlequins    |
| 2  | Seth McBride   | M | 26 de fevereiro de 1983 (29 anos) | Portland Pounders    |
| 4  | Adam Scaturro  | M | 4 de dezembro de 1978 (33 anos)   | Denver Harlequins    |
| 5  | Chuck Aoki     | M | 7 de março de 1991 (21 anos)      | Tucson Pterodactyls  |
| 7  | Jason Regier   | M | 8 de fevereiro de 1975 (37 anos)  | Denver Harlequins    |
| 8  | Scott Hogsett  | M | 16 de outubro de 1972 (40 anos)   | Phoenix Heat         |
| 9  | Nick Springer  | M | 9 de junho de 1985 (27 anos)      | Phoenix Heat         |
| 10 | Will Groux     | M | 11 de março de 1974 (38 anos)     | Portland Pounders    |
| 11 | Andy Cohn      | M | 3 de fevereiro de 1978 (34 anos)  | San Diego Sharp Edge |
| 12 | Chad Cohn      | M | 12 de agosto de 1983 (29 anos)    | Tucson Pterodactyls  |
| 13 | Derrick Helton | M | 5 de novembro de 1985 (26 anos)   | Tucson Pterodactyls  |
| 14 | Joe Delagrave  | M | 21 de março de 1985 (27 anos)     | Phoenix Heat         |

## França
| #  | Atleta              | G | Data de nascimento (idade)       | Clube              |
| -- | ------------------- | - | -------------------------------- | ------------------ |
| 1  | Sebastien Lhuissier | M | 20 de dezembro de 1976 (35 anos) | Atlantique         |
| 2  | Eric Meurisse       | M | 19 de agosto de 1974 (37 anos)   | Roubaix Handis     |
| 4  | Adrien Chalmin      | M | 21 de julho de 1986 (26 anos)    | AS Montferrandaise |
| 6  | Christophe Corompt  | M | 4 de julho de 1973 (39 anos)     | Bourgoin Jallie    |
| 7  | Pablo Neuman        | M | 24 de agosto de 1980 (32 anos)   | Stade Toulousain   |
| 8  | Steeve Gernigon     | M | 30 de outubro de 1985 (26 anos)  | Atlantique         |
| 9  | Riadh Sallem        | M | 6 de setembro de 1970 (41 anos)  | Flandre            |
| 10 | Mathieu Moreau      | M | 27 de julho de 1975 (37 anos)    | Drop de Béton      |
| 12 | Nicolas Rioux       | M | 26 de dezembro de 1981 (30 anos) | Atlantique         |

## Grã=Bretanha
| #  | Atleta          | G | Data de nascimento (idade)       | Clube                  |
| -- | --------------- | - | -------------------------------- | ---------------------- |
| 1  | Mandip Sehmi    | M | 13 de dezembro de 1980 (31 anos) | Stoke Mandeville Storm |
| 2  | Jonathan Coggan | M | 25 de abril de 1983 (29 anos)    | Stoke Mandeville Storm |
| 3  | Kylie Grimes    | F | 7 de dezembro de 1987 (24 anos)  | Kent Crusaders         |
| 4  | David Anthony   | M | 18 de dezembro de 1989 (22 anos) | South Wales Pirates    |
| 5  | Bulbul Hussain  | M | 3 de janeiro de 1972 (40 anos)   | Kent Crusaders         |
| 6  | Ross Morrison   | M | 22 de junho de 1979 (33 anos)    | Stoke Mandeville Storm |
| 7  | Mike Kerr       | M | 13 de outubro de 1982 (30 anos)  | North East Bulls       |
| 8  | Myles Pearson   | M | 15 de março de 1993 (19 anos)    | West Coast Crash       |
| 9  | Steve Brown     | M | 2 de junho de 1981 (31 anos)     | Kent Crusaders         |
| 10 | Andy Barrow     | M | 20 de agosto de 1979 (33 anos)   | Kent Crusaders         |
| 13 | Aaron Phipps    | M | 7 de abril de 1983 (29 anos)     | South Wales Pirates    |

## Japão
| #  | Atleta             | G | Data de nascimento (idade)       | Clube                |
| -- | ------------------ | - | -------------------------------- | -------------------- |
| 1  | Hidefumi Wakayama  | M | 3 de janeiro de 1985 (27 anos)   | Yokohama Gijuku      |
| 5  | Koichi Ogino       | M | 11 de agosto de 1966 (46 anos)   | Blitz                |
| 6  | Kazuhiko Kanno     | M | 1 de agosto de 1981 (31 anos)    | Blast                |
| 7  | Daisuke Ikezaki    | M | 23 de janeiro de 1978 (34 anos)  | Hokkaido Big Dippers |
| 8  | Hiroyuki Misaka    | M | 21 de junho de 1981 (31 anos)    | Heat                 |
| 9  | Manabu Tamura      | M | 26 de setembro de 1974 (38 anos) | Blitz                |
| 10 | Yoshito Sato       | M | 31 de maio de 1980 (32 anos)     | Blast                |
| 11 | Shin Nakazato      | M | 6 de abril de 1977 (35 anos)     | Okinawa Hurricanes   |
| 12 | Tadanori Kawashita | M | 19 de outubro de 1972 (40 anos)  | Axe                  |
| 13 | Shin Shimakawa     | M | 29 de janeiro de 1975 (37 anos)  | Blitz                |
| 14 | Takeshi Shoji      | M | 11 de maio de 1980 (32 anos)     | Super Sonic          |
| 15 | Kotaro Kishi       | M | 8 de outubro de 1971 (41 anos)   | Axe                  |

## Suécia
| #  | Atleta                 | G | Data de nascimento (idade)        | Clube         |
| -- | ---------------------- | - | --------------------------------- | ------------- |
| 1  | Glenn Adaszak          | M | 9 de janeiro de 1983 (29 anos)    | Hillbillies   |
| 2  | Rickard Lofgren        | M | 17 de agosto de 1971 (41 anos)    | Nacka Spiders |
| 3  | Mikael Wahlberg        | M | 18 de fevereiro de 1980 (32 anos) | Hillbillies   |
| 4  | Martin Bretz           | M | 18 de janeiro de 1985 (27 anos)   | Nacka Spiders |
| 6  | Tobias Sandberg        | M | 28 de junho de 1984 (28 anos)     | FIFH Griffins |
| 8  | Mikael Norlin          | M | 7 de fevereiro de 1974 (38 anos)  | FIFH Griffins |
| 9  | Per-Johan Uhlmann      | M | 2 de outubro de 1974 (37 anos)    | FIFH Griffins |
| 10 | Per-Arne Kulle         | M | 12 de outubro de 1976 (35 anos)   | FIFH Griffins |
| 11 | Alfredo Alvarez Romero | M | 13 de maio de 1982 (30 anos)      | Nacka Spiders |
| 13 | Stefan Jansson         | M | 8 de março de 1985 (27 anos)      | Hillbillies   |
| 14 | Andreas Collin         | M | 19 de março de 1986 (26 anos)     | Nacka Spiders |
| 22 | Tomas Hjert            | M | 22 de junho de 1989 (23 anos)     | Nacka Spiders |